# Гибарац
Гибарац је насеље у општини Шид, у Сремском округу, у Србији. Према попису из 2022. било је 731 становника.
Овде се налазе Римокатоличка црква Светог Ивана Непомука, Амбар у ул Маршала Тита 7 и у ул. Маршала Тита 42, као споменици културе и православна црква Светог пророка Илије.

## Историја
Место је заједно са Бачинцима било 1885. године у склопу Ердевичког изборног среза, са укупно 799 душа.

## Демографија
У насељу Гибарац живи 940 пунолетних становника, а просечна старост становништва износи 40,3 година (38,2 код мушкараца и 42,4 код жена). У насељу има 343 домаћинства, а просечан број чланова по домаћинству је 3,38.
Ово насеље је углавном насељено Србима (према попису из 2002. године), након што је током рата на просторима бивше Југославије највећи део до тада већинског хрватског живља мењао своју имовину за српску имовину у Хрватској. Пре рата, Хрвати су у Гибарцу чинили 91,43% становништва (према попису из 1991. године). У последња три пописа, примећена је осцилација у броју становника.
|  |

| Демографија | Демографија | Демографија |
| Година      | Становника  | Становника  |
| ----------- | ----------- | ----------- |
| 1948.       | 973         |             |
| 1953.       | 1.044       |             |
| 1961.       | 1.108       |             |
| 1971.       | 980         |             |
| 1981.       | 915         |             |
| 1991.       | 840         | 815         |
| 2002.       | 1.158       | 1.195       |

| Етнички састав према попису из 2002.‍ | Етнички састав према попису из 2002.‍ | Етнички састав према попису из 2002.‍ | Етнички састав према попису из 2002.‍ | Етнички састав према попису из 2002.‍ |
| ------------------------------------ | ------------------------------------ | ------------------------------------ | ------------------------------------ | ------------------------------------ |
|                                      |                                      |                                      |                                      |                                      |
| Срби                                 | Срби                                 |                                      | 1.031                                | 89,03%                               |
| Хрвати                               | Хрвати                               |                                      | 91                                   | 7,85%                                |
| Словаци                              | Словаци                              |                                      | 3                                    | 0,25%                                |
| Југословени                          | Југословени                          |                                      | 3                                    | 0,25%                                |
| Украјинци                            | Украјинци                            |                                      | 2                                    | 0,17%                                |
| Русини                               | Русини                               |                                      | 2                                    | 0,17%                                |
| Мађари                               | Мађари                               |                                      | 2                                    | 0,17%                                |
| Чеси                                 | Чеси                                 |                                      | 1                                    | 0,08%                                |
| Црногорци                            | Црногорци                            |                                      | 1                                    | 0,08%                                |
| Муслимани                            | Муслимани                            |                                      | 1                                    | 0,08%                                |
| непознато                            | непознато                            |                                      | 5                                    | 0,43%                                |

| Година пописа     | 1948. | 1953. | 1961. | 1971. | 1981. | 1991. | 2002. |
| ----------------- | ----- | ----- | ----- | ----- | ----- | ----- | ----- |
| Број домаћинстава | 238   | 265   | 292   | 287   | 297   | 266   | 343   |

| Број чланова      | 1  | 2  | 3  | 4  | 5  | 6  | 7  | 8 | 9 | 10 и више | Просек |
| ----------------- | -- | -- | -- | -- | -- | -- | -- | - | - | --------- | ------ |
| Број домаћинстава | 54 | 76 | 57 | 68 | 44 | 27 | 12 | 2 | 3 | 0         | 3,38   |

| Пол    | Укупно | Неожењен/Неудата | Ожењен/Удата | Удовац/Удовица | Разведен/Разведена | Непознато |
| ------ | ------ | ---------------- | ------------ | -------------- | ------------------ | --------- |
| Мушки  | 485    | 138              | 310          | 20             | 17                 | 0         |
| Женски | 496    | 69               | 311          | 99             | 16                 | 1         |
| УКУПНО | 981    | 207              | 621          | 119            | 33                 | 1         |

| Пол    | Укупно                    | Пољопривреда, лов и шумарство | Рибарство                            | Вађење руде и камена | Прерађивачка индустрија       |
| ------ | ------------------------- | ----------------------------- | ------------------------------------ | -------------------- | ----------------------------- |
| Мушки  | 228                       | 108                           | 0                                    | 0                    | 37                            |
| Женски | 115                       | 57                            | 0                                    | 0                    | 10                            |
| УКУПНО | 343                       | 165                           | 0                                    | 0                    | 47                            |
| Пол    | Производња и снабдевање   | Грађевинарство                | Трговина                             | Хотели и ресторани   | Саобраћај, складиштење и везе |
| Мушки  | 2                         | 14                            | 13                                   | 2                    | 26                            |
| Женски | 0                         | 0                             | 22                                   | 9                    | 2                             |
| УКУПНО | 2                         | 14                            | 35                                   | 11                   | 28                            |
| Пол    | Финансијско посредовање   | Некретнине                    | Државна управа и одбрана             | Образовање           | Здравствени и социјални рад   |
| Мушки  | 0                         | 3                             | 8                                    | 2                    | 1                             |
| Женски | 0                         | 2                             | 6                                    | 4                    | 2                             |
| УКУПНО | 0                         | 5                             | 14                                   | 6                    | 3                             |
| Пол    | Остале услужне активности | Приватна домаћинства          | Екстериторијалне организације и тела | Непознато            | Непознато                     |
| Мушки  | 1                         | 0                             | 0                                    | 11                   | 11                            |
| Женски | 0                         | 0                             | 0                                    | 1                    | 1                             |
| УКУПНО | 1                         | 0                             | 0                                    | 12                   | 12                            |